# 胡克山 (伊利沙伯女皇地)
胡克山（英語：Mount Hook）是南極洲的山峰，位於伊利沙伯女皇地，處於索爾納海崖東南面9公里，屬於彭薩科拉山脈中福里斯特爾山脈的一部分，由美國南極名稱諮詢委員命名，現時由南極條約體系管理。